# 陳律
陳律（1406年—？），字正律，江西吉安府永豐縣人，民籍。明朝政治人物。進士出身。

## 生平
正統九年（1444年）甲子科江西鄉試第一名舉人。正統十年（1445年）乙丑科二甲第六名進士。曾官禮部精膳司郎中。

## 家族
曾祖父陳圴祥。祖父陳用達。父亲陳彥倫。